# Joseph Lopez
Joseph Dominic Lopez (ur. 20 kwietnia 1986) – guamski zapaśnik walczący w obu stylach. Zajął 27 miejsce na mistrzostwach świata w 2014. Sześciokrotny medalista mistrzostw Oceanii w latach 2011 - 2016. Mistrz Oceanii w grapplingu w 2012 i w zapasach plażowych w 2013 roku.